# Jean-François de Gondi
Pour les autres membres de la famille, voir Famille de Gondi.
Jean-François de Gondi né en 1584 à Paris et mort dans la même ville le 21 mars 1654 est un prélat français.
Il est le premier archevêque de Paris et l'oncle de Jean-François Paul de Gondi, cardinal de Retz.

## Biographie
Jean-François de Gondi naît en 1584 à Paris, d'Albert de Gondi, duc consort de Retz, et de Claude Catherine de Clermont, duchesse douairière de Retz et baronne de Dampierre.
L'occupation du siège épiscopal de Paris est réservée pendant près d'un siècle à la maison de Gondi : Jean-François de Gondi succède à son frère, Henri de Gondi, qui a lui-même succédé à son oncle, Pierre de Gondi (1533-1616), cardinal devenu dans un deuxième temps évêque de Paris, également abbé commendataire des abbayes Saint-Aubin d'Angers, Notre-Dame de la Chaume de Machecoul (1616), Sainte-Croix de Quimperlé et de Buzay.
Jean-François de Gondi fait ses études au collège de Tournon. Il est de 1616 à 1651 abbé commendataire de Notre-Dame de la Chaume de Machecoul, dans laquelle il introduit la réforme de la Société de Bretagne. Il congédie les prêtres séculiers introduits par son oncle. On observe alors un regain de ferveur à l'abbaye. En 1627, elle est rattachée à la Congrégation de Saint-Maur. Les moines qui n'ont pas accepté la dissolution de la Société de Bretagne peuvent se retirer dans cette abbaye, ainsi que dans celles de Notre-Dame de Lanthénac  et de Notre-Dame du Tronchet, pour y suivre leur observance, mais sans la propager. En 1621, à la mort de Christophe de Lestang, Jean-François de Gondi devient maître ecclésiastique de Chapelle du roi.
En 1622, il est nommé à l'évêché de Paris, qui dépend jusque-là de l'archidiocèse de Sens. Le 22 octobre de la même année, sur recommandation du roi de France Louis XIII, Grégoire XV élève le diocèse de Paris au rang d'archidiocèse métropolitain avec, pour suffragants, les diocèses de Chartres, d'Orléans et de Meaux. Jean-François de Gondi devient donc le premier archevêque de Paris,. L'érection est confirmée le 14 novembre suivant. Il est consacré, le 19 février 1623 par le cardinal François d'Escoubleau de Sourdis, archevêque de Bordeaux, assisté de François II de Harlay, archevêque de Rouen, et de Léonor d'Estampes, évêque de Chartres.
Après la mort de Jérôme de Gondi (branche française de Codun) en 1604, le château de Saint-Cloud est vendu en 1618 par son fils Jean-Baptiste II à Jean de Bueil, comte de Sancerre. Mais ce dernier meurt peu après, en 1625. Jean-François de Gondi rachète le domaine et y fait faire des embellissements, notamment par Thomas Francine, qui travaille dans les jardins.
Le 25 février 1626, Jean-François de Gondi inaugure l'église Saint-Étienne-du-Mont située sur la montagne Sainte-Geneviève. Le 8 avril 1632, il vend à Louis XIII le domaine de Versailles.
En 1629-1630, il soutient un procès en Parlement de Paris contre Marie de Beauvilliers (1574-1657), abbesse de l'abbaye de Montmartre au sujet d'un différend de leurs droits respectifs sur le prieuré Notre-Dame-de-Grâce fondé en 1613 à la Ville l'Évêque.
Il consacre l'église Saint-Eustache de Paris le 26 avril 1637. En 1634, il autorise Hubert Charpentier à créer la congrégation des Prêtres du Calvaire au sommet du mont Valérien. En 1647, il autorise la mère Agnès à envoyer quelques religieuses au Port-Royal des Champs. En 1652, il fait reconstruire la prison épiscopale, le For-l'Évêque, vieille de plus de trois siècles et alors fort délabrée pour un montant de 60 000 livres.
Malade de la pierre, il en meurt le 21 mars 1654, à Paris. Le jour même, son neveu et coadjuteur, Jean-François Paul de Gondi, cardinal de Retz, emprisonné au château de Vincennes, prend possession par procuration de l'archevêché. Une semaine plus tard, il signe sa démission.
Jean-François de Gondi est inhumé le 2 avril 1654 dans la chapelle de Gondi (actuelle chapelle Notre-Dame-des-Sept-Douleurs), au pourtour du chœur de Notre-Dame de Paris.

## Jugement des contemporains
Selon Tallemant des Réaux, il « était bien fait et avait de l'esprit ; mais il ne savait rien : il disait les choses assez agréablement. Il a toujours vécu licencieusement, pour ce qui était des femmes. »
Son neveu, le cardinal de Retz, le dit d'un esprit « très petit, et par conséquent jaloux et difficile ». Il évoque « sa négligence », son « incapacité », la « bassesse de ses inclinations » et le « dérèglement de ses mœurs ». — « Monsieur l'archevêque de Paris, qui était le plus faible de tous les hommes, était, par une suite assez commune, le plus glorieux. » — « Quoiqu'il causât comme une linotte en particulier, il était toujours muet comme un poisson en public. » Il avait « peu de sens, et le peu qu'il en avait n'était point droit ; il était faible et timide jusques à la dernière extrémité. »

## Ascendance

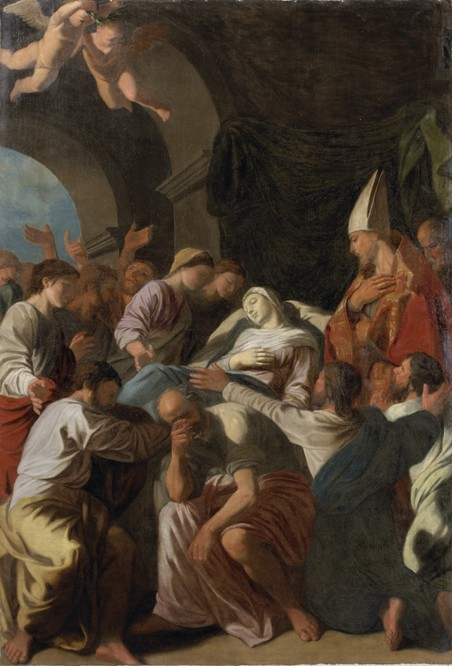
Ce qui commanda La Mort de la Vierge de Nicolas Poussin est attribué au nouvel archevêque de Paris, Jean-François de Gondi ; le tableau réalisé pour la Notre-Dame de Paris vers 1623. L'ecclésiastique est considéré comme saint Denis, premier évêque de Paris. L'hommage à ceux deux personnages, Sainte Vierge et saint Denis, était alors un sujet convenable pour la nouvelle fonction de la Notre-Dame de Paris.

## Lignée épiscopale
1. François de Joyeuse.
2. François d'Escoubleau de Sourdis (1599).
3. L'archevêque Jean-François de Gondi (1623).

## Succession apostolique
Jean-François de Gondi a ordonné les évêques suivants :
- Évêque Étienne de Puget (1624)
- Évêque Daniel de La Mothe-Houdancourt (1625)
- Évêque Henri de Baradat (1626)
- Archevêque Victor Le Bouthilier (1628)
- Archevêque Henri de Béthune (1630)
- Évêque Louis-Doni d'Attichy, O.M. (1630)
- Évêque Hector d'Ouvrier (1630)
- Évêque Nicolas de Netz (1631)
- Évêque Gaspard de Daillon du Lude (1631)
- Évêque Dominique Séguier (1632)
- Évêque Étienne de Vilazel (1632)
- Évêque Nicolas Pavillon (1639)
- Cardinal Jean-François Paul de Gondi (1644)[22]

## Armoiries
| Armes | Blasonnement                                                                  |
| ----- | ----------------------------------------------------------------------------- |
|       | D'or, à deux masses d'armes de sable, passées en sautoir et liées de gueules. |